# KGN
KGN – polski, odłamkowy granat nasadkowy z głowicą kulkową. Zastąpił granat F-1N-60.
Został opracowany w Wojskowym Instytucie Technicznym Uzbrojenia. Granaty KGN są miotane przy pomocy kbkg wz. 1960 oraz kbkg wz. 1960/72. Przy użyciu naboju miotającego UNM wz. 1943/60 uzyskują prędkość początkową 65 m/s i zasięg 340 m. Przeznaczony do rażenia siły żywej i zwalczania celów nieopancerzonych. W głowicy granatu znajdują się kulki stalowe, będące zasadniczym elementem rażącym, skutecznym w promieniu 200 m. Ćwiczebną wersją granatu oznaczono K-CGN.